# Italia en los Juegos Paralímpicos de Sochi 2014
Italia estuvo representada en los Juegos Paralímpicos de Sochi 2014 por un total de 33 deportistas, 29 hombres y cuatro mujeres. El equipo paralímpico italiano no obtuvo ninguna medalla en estos Juegos.